# Tomasz Sztajerwald

Bischofswappen von Tomasz Sztajerwald

Tomasz Zbigniew Sztajerwald (* 24. November 1977 in Wołomin) ist ein polnischer römisch-katholischer Geistlicher und Weihbischof in Warschau-Praga.

## Leben
Tomasz Zbigniew Sztajerwald absolvierte an der Universität Warschau ein Lehrerstudium der französischen Sprache, studierte dann Philosophie  und Theologie und empfing am 5. Juni 2004 das Sakrament der Priesterweihe für das Bistum Warschau-Praga.
Nach der Priesterweihe war er bis 2009 in verschiedenen Gemeinden in der Pfarrseelsorge tätig. Von 2009 bis 2021 war er Präfekt am Priesterseminar des Bistums Warschau-Praga. Während dieser Zeit absolvierte er weiterführende Studien und erwarb 2011 das Lizenziat in klinischer Psychologie. Von 2012 bis 2018 war er Assistent der Katholischen Akademie Warschau für den Bereich der Psychologie. 2020 wurde er an der Kardinal-Stefan-Wyszyński-Universität Warschau in Ehe- und Familienpsychologie promoviert. Ab 2021 war er Regens des Priesterseminars von Warschau-Praga.
Papst Franziskus ernannte ihn am 5. November 2024 zum Titularbischof von Cediae und zum Weihbischof in Warschau-Praga. Der Apostolische Nuntius in Polen, Erzbischof Antonio Filipazzi, spendete ihm am 7. Dezember desselben Jahres in der Kathedrale St. Michael und St. Florian die Bischofsweihe. Mitkonsekratoren waren der Bischof von Warschau-Praga, Romuald Kamiński, und Jacek Grzybowski, Weihbischof in Warschau-Praga. Sein Wahlspruch „Dilexit nos“ (deutsch: „Er hat uns geliebt“) ist dem Brief des Paulus an die Römer (Röm 8,37 ) entnommen und Titel der wenige Tage vor seiner Bischofsernennung veröffentlichten Enzyklika von Papst Franziskus.